# Giuseppe Rosati
Giuseppe Rosati (L'Aquila, 8 settembre 1927 – Massa, 1º maggio 2005) è stato un latinista e filologo italiano.

## Biografia
Laureatosi all'università di Pisa nei primi anni del dopoguerra, fu allievo di Giorgio Colli e Delio Cantimori.
Il suo interesse filologico partiva dall'esplorazione a tutto campo della società greca nella sua dimensione storica e culturale, nella convinzione che un valido percorso formativo non potesse tralasciare una rigorosa conoscenza della lingua e quindi della letteratura.
Le prime pubblicazioni risalgono agli anni sessanta con commenti antologici che si concentrano soprattutto sulle figure di Catullo e di Sallustio.
Gli anni della maturità furono dedicati a Scrittori di Grecia, pubblicato dalla casa editrice Sansoni, che diventò ben presto l'antologia più adottata nei licei classici italiani. Un successo editoriale che perdura fino ad oggi, con tredici ristampe ed un primato di consensi che non sembra attenuarsi.
L'attività pubblicistica di Rosati fu molto intensa, più di venti i libri editi con Sansoni. Particolarmente fortunate le monografie sugli autori latini che furono inserite nella collezione dei tipi da biblioteca dell'editore fiorentino 